# Chrysocestis imperata
Chrysocestis imperata är en fjärilsart som beskrevs av Achille Guenée 1852. Chrysocestis imperata ingår i släktet Chrysocestis och familjen Uraniidae. Inga underarter finns listade i Catalogue of Life.